# الدوري النمساوي 1988–89
الدوري النمساوي الممتاز 1988–89 (بالألمانية: Österreichische Fußballmeisterschaft 1988/89)‏ هو الموسم 78 من بوندسليغا النمسا لكرة القدم. أشرف على تنظيمه اتحاد النمسا لكرة القدم، وكان عدد الأندية المشاركة فيه 12، وفاز فيه سواروفسكي تيرول.